# Municipio de Labette
El municipio de Labette (en inglés: Labette Township) es un municipio ubicado en el condado de Labette en el estado estadounidense de Kansas. En el año 2010 tenía una población de 394 habitantes y una densidad poblacional de 4,17 personas por km².

## Geografía
El municipio de Labette se encuentra ubicado en las coordenadas 37°15′2″N 95°19′25″O / 37.25056, -95.32361. Según la Oficina del Censo de los Estados Unidos, el municipio tiene una superficie total de 94.51 km², de la cual 93,88 km² corresponden a tierra firme y (0,66 %) 0,63 km² es agua.

## Demografía
Según el censo de 2010, había 394 personas residiendo en el municipio de Labette. La densidad de población era de 4,17 hab./km². De los 394 habitantes, el municipio de Labette estaba compuesto por el 95,43 % blancos, el 3,05 % eran amerindios, el 0,25 % eran isleños del Pacífico y el 1,27 % eran de una mezcla de razas. Del total de la población el 2,28 % eran hispanos o latinos de cualquier raza.